# الدعوة (مجلة)
الدعوة مجلة سياسية شهرية باللغة العربية صدرت في مصر في فترتين، الأولى 1951-1953 والثانية 1976-1981. وكانت هذه المطبوعة إحدى وسائل الإعلام المرتبطة بجماعة الإخوان المسلمين في مصر.

## التاريخ والملف الشخصي
صدرت مجلة الدعوة في فترتين، الأولى بين عامي 1951 و1953، والثانية بين عامي 1976 و1981. وفي كلا الفترتين كانت صحيفة تابعة لجماعة الإخوان المسلمين. يشير إعادة تشغيلها في عام 1976 إلى النهضة شبه الرسمية للمجموعة. بالإضافة إلى ذلك، كانت الدعوة واحدة من المنشورات الإسلامية الثلاث في مصر في هذه الفترة.

### الفترة الأولى (1951–1953)
صدرت مجلة الدعوة لأول مرة في 3 كانون الثاني 1951،  وكان مؤسسها صالح عشماوي. صدرت المجلة بشكل شهري. في هذه المرحلة كانت المجلة جريئة واستهدفت في المقام الأول المعارضين الخارجيين السياسيين، وهم الشيوعيون والعلمانيون والقوميون، كما هاجمت أيضًا الإسرائيليين. وقد خدمت أهدافًا أخرى. أولاً، قامت بنشر آراء الإخوان المسلمين التي تعرض أعضاؤها لمحاكمات واعتقالات متكررة بموجب ممارسات الحكومة الصارمة ضد الجماعة. بالإضافة إلى ذلك، كانت الدعوة بمثابة منصة لانتقاد زعيم الإخوان حسن الهضيبي الذي كان على خلاف مع صالح العشماوي. وكان من أهم المساهمين المنتظمين خلال هذه الفترة سيد قطب. حُظرت مجلة الدعوة في عام 1953.

### الفترة الثانية (1976-1981)
أعيد إصدار مجلة الدعوة في عام 1976، وظهر العدد الأول منها في حزيران 1976 عندما سُمح لجماعة الإخوان المسلمين بنشر مجلة. وقد أُعيد إطلاق المجلة عندما طلب صالح العشماوي من عمر التلمساني، أحد أعضاء جماعة الإخوان المسلمين، مساعدته في إحيائها. وقد نشرت شركة النشر والتوزيع الإسلامية مجلة الدعوة بشكل شهري. أدار المجلة عمر التلمساني الذي نشر أيضًا العديد من المقالات في مجلة الدعوة وكان رئيسًا لشركة النشر. وقد استخدمها الإخوان لنشر أيديولوجيتهم وآرائهم.
ابتداءً من العدد الثالث الذي صدر في أيلول 1976، أصبحت الدعوة أكثر عدوانية، على غرار فترتها الأولى. على سبيل المثال، طلبت من الرئيس أنور السادات إنشاء نظام إسلامي موحد في البلاد بالتعاون مع المملكة العربية السعودية للقضاء على الشيوعية والرأسمالية. وبالإضافة إلى ذلك، بدأت في العدد الرابع الصادر في تشرين الأول 1976 هجماتها فيما يتصل بسياسات السادات في مجالات التعليم والتضخم والإسكان والنقل. ارتفع صوت معارضة المجلة فور زيارة السادات لإسرائيل في عام 1977. نشر عمر التلمساني مقالًا في صحيفة الدعوة في تشرين الأول 1978 يشدد على واجب مصر بالجهاد ضد إسرائيل، وأن هذا يجب أن يكون ذلك تحت قيادة رئيس الدولة فقط لمنع أي تطرفات، وأن إسرائيل وإن أبدت صداقتها لمصر في الوقت الحالي، فإنها بمجرد الانتهاء من فلسطين ستبدأ في الدول المجاورة لها، وشدد على ضرورة المبادرة بالجهاد قبل أن تصبح إسرائيل قوة مهيمنة، وإلا فلن تقوم للمنطقة ولمصر أي قائمة أبدًا بل ستزداد فقرًا بعد الاتفاق بسبب سياسات ستتخذها إسرائيل.
وأشادت الدعوة بالثورة الإسلامية التي حدثت في فبراير 1979 في إيران، ووصفتها بأنها نموذج يمكن للإخوان المسلمين أن يحتذى به لتحقيق أهدافهم، وأنه كي تخرج المنطقة من حالتها الضعيفة على الدول العربية استلهام نموذج الثورة الإيرانية، وقد دعت للوحدة السنية الشيعية على هذا الأساس. وهاجمت المجلة منشورات مصرية أخرى وصفت الثورة الإيرانية بأنها حركة محافظة للغاية. عندما خضع شاه إيران السابق محمد رضا بهلوي لعملية جراحية في المستشفى العسكري بالقاهرة في آذار 1980، زعمت الدعوة أن بقاء الشاه في مصر يتعارض مع الإسلام.
وعلى النقيض من المنشورات الإسلامية الأخرى في البلاد، أظهرت الدعوة معارضة سلمية لاتفاقيات كامب ديفيد والتسوية بين مصر وإسرائيل في عام 1979، على الرغم من إدانتها الشديدة للاتفاقيات. وفي أعقاب هذه الانتقادات العلنية، أبلغ الرئيس أنور السادات عمر التلمساني أنه سيحظر المجلة إذا استمرت هذه الآراء السلبية. كما ذكّر التلمساني بأن العنوان كان متداولًا دون ترخيص قانوني، وهو ما غض الطرف عنه. في أيار 1979 عُلقَت المجلة مؤقتًا. ومع ذلك، واصلت المجلة معارضتها للصهاينة، وهو ما تم التعبير عنه أيضًا في ملحقها المخصص للأطفال في تشرين الأول 1980.
في عام 1981 حظر الرئيس أنور السادات جميع منشورات المعارضة، بما في ذلك صحيفة الدعوة التي صدر العدد الأخير منها في آب من ذلك العام. تضمنت المجلة أكثر من 3000 مقالة كتبها ما يقرب من 350 مؤلفًا بين عامي 1976 و1981. خلال هذه الفترة كان من بين المساهمين الرئيسين محمد عبد القدوس، ومصطفى مشهور، ومحمد عبد الله الخطيب، وصالح عشماوي، وجابر رزق، وزينب الغزالي. نشرت الأخيرة مقالات في مجلة الدعوة منذ عام 1976، وكانت مقالاتها في الغالب حول سيرة النساء المسلمات الأوائل.